# TVR 400SE
Les TVR 400, 450 et 430SE (pour Special Equipment) sont une série de voitures de sport ouvertes conçues et construites par TVR à la fin des années 1980 et au début des années 1990. La 400SE a été présentée en 1988 et la 450SE un an plus tard. La 400SE est la dernière des TVR Wedges construites, les ultimes voitures étant produites fin 1991 et immatriculées en 1992. Il y eut aussi des versions spéciales comme la 400SX avec compresseurs volumétriques Sprintex construites par le concessionnaire «Northern TVR Center» en 1989, et les trois 430SE construites en 1991 avec le moteur de la Griffith.

## 400SE
La 400SE était très similaire aux dernières 390SE, avec une cylindrée légèrement plus importante de 3 948 cm3 (contre 3 905 cm3). La carrosserie reprenait des éléments de la 390SE série 2, avec un nez plus arrondi et un grand carénage aérodynamique sous la caisse. Un capot moteur asymétrique permettait une ventilation nécessaire pour la bouillante mécanique. Enfin un grand aileron prenait place à l'arrière, d'une taille plus petite que le modèle «Bathtray» utilisé sur la 420 SEAC. L'aspect paraissait plus évolué que la version SEAC, les deux modèles souffrant cependant d'un important tunnel de transmission qui restreignait l'espace aux jambes et d'un radiateur volumineux indispensable pour ce gros moteur. Le côté positif était le « bruit phénoménal » et «l'accélération exaltante».
Les freins à disque avant ventilés et les roues de quinze pouces étaient montés de série, avec une direction assistée en option qui fut montée en série plus tard.

## 450SE

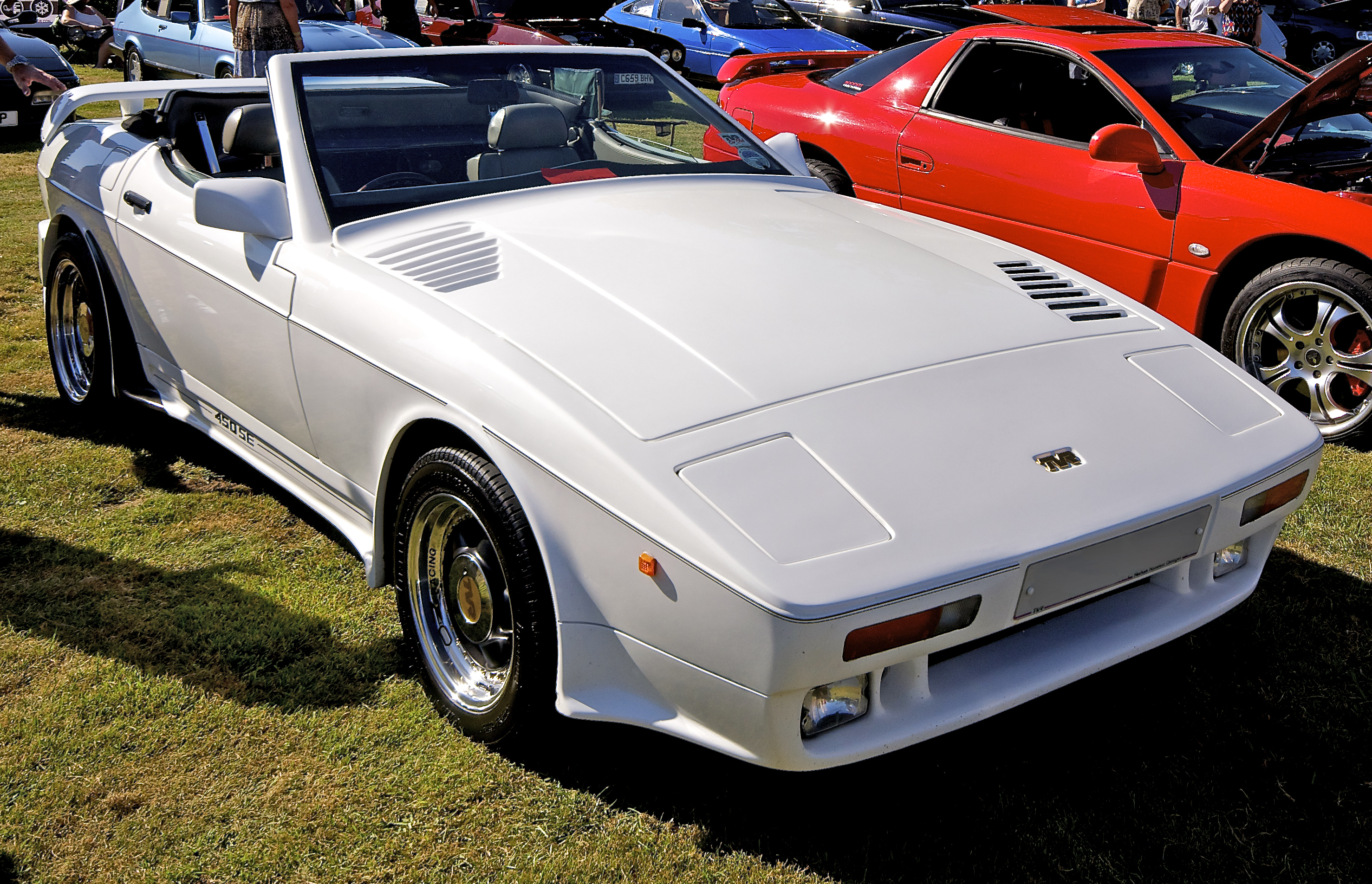
TVR 450SE

En 1989 apparut la 450SE équipée d'un plus gros moteur de 4,4 litres apportant 45 ch (33 kW) de puissance supplémentaire à 324 ch (238 kW).
Esthétiquement, ce modèle est difficile à distinguer du modèle 400.
La production de la 450SE prit fin en 1990 après la construction du 35e exemplaire.

## 400SX
En 1989 apparut la 400SX, une version suralimentée développée par "Northern TVR Center" à Barrow-in-Furness. En plus du système d'entrée d'air forcée DPR, des compresseurs Sprintex furent installés.
Bien que les valeurs de puissance et de couple soient inconnues pour la 400SX, une 350SX, avec un moteur plus petit, équipée des mêmes éléments donnait une augmentation de puissance de plus de 30 %.
Ces versions suralimentées fournissaient un supplément d'agressivité pour le milieu de gamme, par rapport aux versions atmosphériques les plus pointues.

## 430SE
Le dernier développement de la 400SE était la 430SE construite à 3 exemplaires en 1991.
Elles utilisaient le moteur V8 de 4,3 litres de la TVR Griffith plus récente. L'une d'elles a été présenté au Salon de l'automobile de Birmingham de 1991.

## Caractéristiques
| Version                     | 400SE,                                   | 450SE                                    | 430SE                                    |
| --------------------------- | ---------------------------------------- | ---------------------------------------- | ---------------------------------------- |
| Années de production        | 1988-1991                                | 1989-1990                                | 1991                                     |
| Moteur                      | TVR Power Rover V8, EFi OHV              | TVR Power Rover V8, EFi OHV              | TVR Power Rover V8, EFi OHV              |
| Cylindrée                   | 3 948 cm3                                | 4 441 cm3                                | 4 280 cm3                                |
| Alésage × Course            | 94,0 × 71,12 mm                          | 94,0 × 80,0 mm                           | 94,0 × 77,1 mm                           |
| Puissance                   | 279 ch (205 kW) à 5 500 tr/min           | 324 ch (238 kW) à 5 700 tr/min           | 284 ch (209 kW) à 5 500 tr/min           |
| Couple                      | 373 N m à 3 500 tr/min                   | 429 N m à 4 000 tr/min                   | 414 N m à 4 000 tr/min                   |
| Vitesse Max                 | 233 km/h                                 | 246 km/h                                 | 241 km/h                                 |
| Accélération (0 – 97 km/h)  | 5.0 s                                    | 4.7 s                                    | 5.3 s                                    |
| Accélération (0 – 160 km/h) | 14,8 s                                   | n / a                                    | n/a                                      |
| Châssis                     | Cadre tubulaire, propulsion              | Cadre tubulaire, propulsion              | Cadre tubulaire, propulsion              |
| Carrosserie                 | Fibre de verre, convertible 2 places     | Fibre de verre, convertible 2 places     | Fibre de verre, convertible 2 places     |
| Poids                       | 1 160 kg                                 | 1 216 kg                                 | 1 216 kg                                 |
| Transmission                | Boîte de vitesses à cinq rapports (LT77) | Boîte de vitesses à cinq rapports (LT77) | Boîte de vitesses à cinq rapports (LT77) |
| Roues                       | 225/50 VR15, jantes 8J x 15              | 225/50 VR15, jantes 8J x 15              | 225/50 VR15, jantes 8J x 15              |
| Empattement                 | 2 387 mm                                 | 2 387 mm                                 | 2 387 mm                                 |
| Voies (AV/AR)               | 1 450 mm / 1 480 mm                      | 1 450 mm / 1 480 mm                      | 1 450 mm / 1 480 mm                      |
| Longueur Largeur Hauteur    | 4 013 mm 1 728 mm 1 205 mm               | 4 013 mm 1 728 mm 1 205 mm               | 4 013 mm 1 728 mm 1 205 mm               |